# Cuillin Hills

Karte der Hauptgipfel und -grate der Black Cuillin

Die Cuillin Hills (schottisch-gälisch: An Cuilthionn oder An Cuiltheann) sind eine felsige Gebirgslandschaft auf der schottischen Insel Skye, die zu den Inneren Hebriden gehört. Sie sind als National Scenic Area unter Schutz gestellt.
Sie setzen sich zusammen aus den Black Cuillin und den Red Cuillin (oder Red Hills). Zwischen diesen beiden Massiven erstreckt sich in Nord-Süd-Richtung das Glen Sligachan. Unter (The) Cuillin wird im engeren Sinne oftmals lediglich die Kette der Black Cuillin verstanden. Die Bezeichnung Red Cuillin besitzt – besonders auf Skye selbst – nur untergeordnete Bedeutung.
Die höchste Erhebung der Cuillin Hills ist der 992 m hohe Sgùrr Alasdair in den Black Cuillin. Er ist damit gleichzeitig die höchste Erhebung der Insel Skye.

## Black Cuillin
Die Black Cuillin bestehen hauptsächlich aus Basalt und Gabbro. Die Namensgebung Black (dt. „schwarz“) Cuillin leitet sich von der dunklen Färbung des Gabbros ab. Der Kamm der Black Cuillin ist geprägt von zerklüftetem, nacktem Fels, steilen Klippen sowie tief eingeschnittenen Karen und Rinnen. Sämtliche zwölf Munros auf der Insel Skye liegen in den Black Cuillin. Davon stellt jedoch der Blaven (schottisch-gälisch: Blà Bheinn) einen Sonderfall dar: Er gehört zu einer Berggruppe, die wie die Red Cuillin durch das Glen Sligachan von der Hauptkette der Black Cuillin abgetrennt ist. Eine bekannte Wander- und Klettertour in den Black Cuillin ist die Querung der gesamten Gipfelkette (Black Cuillin (Ridge) Traverse).
In den Black Cuilin liegen auch verschiedene Wasserfälle und Lochs, bekannt sind insbesondere die Fairy Pools und Loch Coruisk.

## Red Cuillin (The Red Hills)
Die Red Cuillin bzw. Red Hills (schottisch-gälisch: Am Binnean Dearg) bestehen vorwiegend aus Granit, der je nach Lichteinfall und Betrachtungswinkel im Gegensatz zum Dunkelgrau der Black Cuillin leicht rötlich erscheint. Die Formen der Berge sind durch Verwitterung stärker abgerundet als in den Black Cuillin, die Pflanzendecke reicht bis in Gipfelhöhe. Die Flanken werden von langen Geröllhalden dominiert.
Den höchsten Punkt der Red Cuillin bildet der Glamaig.

## Bedeutende Gipfel
Folgende Liste enthält die Munros, Corbetts und Grahams der Cuillin Hills. Nicht in der Liste aufgeführt sind (Neben-)Gipfel wie der Clach Glas.
|    | Bild | Gipfel               | Höhe (m) | Schartenhöhe (m) | Cuillin       |
| -- | ---- | -------------------- | -------- | ---------------- | ------------- |
| 1  |      | Sgùrr Alasdair       | 992      | 992              | Black         |
| 2  |      | Sgùrr Dearg          | 986      | 182              | Black         |
| 3  |      | Sgùrr a’ Ghreadaidh  | 973      | ca. 123          | Black         |
| 4  |      | Sgùrr na Banachdich  | 965      | ca. 114          | Black         |
| 5  |      | Sgùrr nan Gillean    | 964      | ca. 204          | Black         |
| 6  |      | Bruach na Frìthe     | 958      | ca. 125          | Black         |
| 7  |      | Sgùrr Mhic Chòinnich | 948      | ca. 056          | Black         |
| 8  |      | Sgùrr Dubh Mòr       | 944      | ca. 089          | Black         |
| 9  |      | Am Basteir           | 934      | ca. 055          | Black         |
| 10 |      | Blaven (Blà Bheinn)  | 929      | 301              | Blaven-Gruppe |
| 11 |      | Sgùrr nan Eag        | 924      | ca. 127          | Black         |
| 12 |      | Sgùrr a’ Mhadaidh    | 918      | ca. 071          | Black         |
| 13 |      | Garbh-bheinn         | 808      | 172              | Blaven-Gruppe |
| 14 |      | Glamaig              | 775      | ca. 480          | Red           |
| 15 |      | Marsco               | 736      | 413              | Red           |
| 16 |      | Beinn Dearg Mhòr     | 731      | 152              | Red           |
| 17 |      | Belig                | 702      | 246              | Blaven-Gruppe |

## Landkarten
- Ordnance Survey: OS Outdoor Leisure 8 – The Cuillin & Torridon Hills, Maßstab 1:25000, Ordnance Survey, Southampton (Great Britain) 1995, ISBN 978-0319260081
- Ordnance Survey: OS Land Ranger Map 32 – South Skye & Cuillin Hills, Maßstab 1:50000, Ordnance Survey, Southampton (Great Britain) 2007, ISBN 978-0319229903